# اتحاد عصبة الأمم
اتحاد عصبة الأمم (LNU) هي منظمة تأسست في أكتوبر 1918 بـ المملكة المتحدة بهدف تعزيز العدالة الدولية والأمن الجماعي والسلام الدائم بين الأمم استنادًا إلى مبادئ عصبة الأمم. وتولى تأسيس عصبة الأمم القوى العظمى كجزء من معاهدات باريس للسلام والتسوية الدولية التي أعقبت الحرب العالمية الأولى. ولقد كان إنشاء الجمعية العمومية للأمم المتحدة المبدأ النهائي من المبادئ الأربعة عشر الخاصة بالرئيس وودر ويسلسون. بهذا، أصبحت اتحاد عصبة الأمم (LNU) المنظمة الأكبر والأوسع نفوذًا في حركة السلام البريطانية. وبحلول منتصف عشرينيات القرن العشرين، كانت تضم ما يزيد عن ربع مليون مشترك مسجل  وفي نهاية المطاف بلغت عضويتها الذروة لتصل بذلك نحو 407775 مشتركًا عام 1931. ثم في أربعينيات القرن العشرين وبعد الإحباطات المتمثلة في الأزمات الدولية التي شهدتها فترة ثلاثينيات القرن العشرين والانزلاق في الحرب العالمية الثانية، انخفضت عضويتها لتصل إلى 100000 عضو.

## التكوين
تأسست اتحاد عصبة الأمم في 13 أكتوبر 1918 والتي تمثل وليدة الاندماج بين كل من عصبة رابطة الأمم الحرة وعصبة جمعية الأمم، وهما منظمتان قديمتان تعملان بالفعل من أجل إنشاء نظام جديد وشفاف لـ العلاقات الدولية وحقوق الإنسان (كما سيتضح لاحقًا) وضمان إرساء السلام العالمي من خلال نزع السلاح وضمان الأمن الجماعي العالمي بدلًا من اتباع الأساليب التقليدية كـ توازن القوى أو خلق تكتلات القوى التي تتم عبر المعاهدات السرية.

## البنية الداخلية
تقع مقرات اتحاد عصبة الأمم بأوجه مختلفة في بوابة باكنجهام  وهلال جروسفينور، وستمنستر. وفي أربعينيات القرن العشرين، انتقلت هذه المقرات إلى أماكن أصغر في منطقة سانت مارتينز لين، المنطقة الوسطى الغربية الثانية، لأسباب تتعلق بالاقتصاد. ويتمثل الجهاز الأعلى للإدارة في اتحاد عصبة الأمم (LNU) في مجلسها العام. اجتمع المجلس مرتين سنويًا ويعد الجهة المسؤولة عن تبني سياسة اتحاد عصبة الأمم (LNU) بموجب الميثاق الملكي للتأسيس لعام 1925. ومن أسفل المجلس العام توجد اللجنة التنفيذية، والتي تجتمع كل أسبوعين وتنسق كافة الأنشطة مثل حملات اتحاد عصبة الأمم (LNU) والبرامج التعليمية وتتسلم التقارير من الفروع، وترصد مخرجات المجموعات الفرعية المتخصصة، فضلًا عن أنها مسؤولة عن العاملين باتحاد عصبة الأمم (LNU). وتشتمل فروع اتحاد عصبة الأمم على هياكل إدارية مستقلة بها.

## الأنشطة
تلعب اتحاد عصبة الأمم دورًا مهمًا في السياسات الفاصلة بين الحروب. وبحسب أحد المصادر، أثبتت هذه العصبة نجاحًا في تحويل انتباه التيار السائد من المجتمع البريطاني، بما في ذلك العمال والكنائس، والصحف الرئيسية إلى قضية عصبة الأمم. كذلك، تتميز هذه العصبة بتأثير كبير داخل الأوساط السياسية التقليدية وبخاصة الحزب الليبرالي. وقد مضى أحد المؤرخين إلى حد وصف اتحاد عصبة الأمم باعتبارها «جماعة ضغط ليبرالية رئيسية على السياسة الخارجية» وإلى تسمية أعضاء الحزب الليبرالي بـ «المؤمنين الحقيقيين» باتحاد عصبة الأمم. وكان أول رئيس لها إدوارد غراي وزير الخارجية الليبرالي أثناء الحرب العالمية الأولى. ومن الرموز الليبرالية الرائدة الأخرى جفري ماندر النائب البرلماني الليبرالي عن دائرة شرق ولفرهامبتون من عام 1916 وحتى عام 1945 والأستاذ الجامعي جيلبرت موراي، والذي كان يتولى منصب نائب رئيس عصبة رابطة الأمم من عام 1916 ورئيس اتحاد عصبة الأمم بعد عام 1923. ولقد كان توظيف السياسيين المحافظين لدعم اتحاد عصبة الأمم وعصبة الأمم نفسها يمثل إشكالية أكبر بالنسبة لاتحاد عصبة الأمم غير أنهم انضموا إليها لإظهار طبيعة الاتحاد عبر الأحزاب، الأمر الذي يمثل أهمية من حيث ضمان مصداقية المنظمة التي كانت نشطة سياسيًا في السعي لتحقيق الأهداف الدولية. بعد ذلك انضم المحافظون الرفيعو المستوى إلى اتحاد عصبة الأمم، أبرزهم اللورد روبرت سيسل وأوستن شامبرلين؛ حيث كان كلاهما ضمن أعضاء اللجنة التنفيذية باتحاد عصبة الأمم. ومع ذلك، بالنسبة للمحافظين فقد ساورتهم شكوك عميقة بخصوص مصداقية دعم اتحاد عصبة الأمم لمبادئ السلمية ونزع السلاح – وهو موقف مماثل للآراء التي تبناها المحافظون في ثمانينيات القرن العشرين بخصوص حملة نزع السلاح النووي. حتى إن أوستن تشامبرلن لاحظ أن اللجنة التنفيذية تضمنت «... بعضًا من أسوأ الأعضاء الذين عرفتهم على الإطلاق».

### اقتراع السلام
من الأمثلة الواردة عن أهمية التأثير السياسي الذي قد تحدثه اتحاد عصبة الأمم تنظيمها لـ اقتراع السلام لعام 1935، عندما طُلب من المصوتين الإدلاء بأصواتهم في المسائل المتعلقة بنزع السلاح الدولي والأمن الجماعي. ولا يعد اقتراع السلام استفتاء عامًا رسميًا، غير أنه شارك فيه أكثر من أحد عشر مليون شخص، وهو ما يمثل دعمًا قويًا لتحقيق أهداف وغايات عصبة الأمم، والتأثير على صانعي السياسة والسياسيين. وقد تم الإعلان عن نتائج اقتراع السلام علنًا في جميع أنحاء العالم. ويقال أن إحدى النتائج كانت تمثل تفسيرًا للنتيجة التي كشفت عنها دول المحور باعتبارها مؤشرًا على عدم رغبة بريطانيا بالدخول في الحرب نيابةً عن الأمم الأخرى، على الرغم من أن أولئك الذين صوتوا لصالح اتخاذ إجراءٍ عسكري ضد المعتدين الدوليين بوصفه الملاذ الأخير وصلت نسبتهم إلى نحو ثلاثة إلى واحد.

### البرامج التعليمية
تمثل النشاط الرئيسي الآخر لاتحاد عصبة الأمم في دعم التعليم ورفع مستوى الوعي. وفي إطار ذلك، توفر العصبة الوسائل لدعم هذا الغرض والمتمثلة في المنشورات والمتحدثين وعقد الدورات التدريبية المنظمة. وبالفعل كان لبعض برامجها تأثيرٌ دائمٌ على المدارس البريطانية.

## نهاية اتحاد عصبة الأمم وإنشاء رابطة الأمم المتحدة
لقد أدى فشل عصبة الأمم في ضمان الأمن الجماعي خلال الأزمات الدولية التي شهدتها فترة عشرينيات القرن العشرين وثلاثينيات القرن العشرين والمتمثلة في الصراعات البارزة مثل منشوريا، والغزو الإيطالي على إثيويبا، والحرب الأهلية الأسبانية والغزو الروسي على فنلندا إلى إضعاف ثقة العامة في العصبة ومبادئها. علاوةً على حالات انسحاب الدول الرئيسية واستبعادها وطردها من مداولات العصبة - رفضت الولايات المتحدة الانضمام، وغادرت ألمانيا واليابان العصبة عام 1933، وانضمت إيطاليا عام 1937، وطُرد الاتحاد السوفيتي عام 1939 - أسهم ذلك في إظهار القيود المفروضة على الأمن الجماعي في غياب المشاركة الكاملة والنشطة لكافة القوى.
لقد كان من السهل معرفة ضرورة الحاجة إلى التوصل إلى تسوية جديدة بعد انتهاء الحرب العالمية الثانية، وفي عام 1948 تأسست رابطة الأمم المتحدة (UNA) لتعزيز عمل منظمة الأمم المتحدة، التي تأسست عام 1945 عقب مؤتمر دومبارتون أوكس المنعقد في العام السابق. ونتيجة لذلك، رتبت اتحاد عصبة الأمم لتحويل منظمتها وعضويتها بالكامل إلى رابطة الأمم المتحدة. ومع ذلك، وفقًا لأحكام ميثاقها الملكي، كانت اتحاد عصبة الأمم قادرة على الاستمرار حتى منتصف سبعينيات القرن العشرين بقدرة محدودة، لمعالجة الوصايا وإدارة عمليات دفع المعاشات للموظفين السابقين.

## المستندات والسجلات
يتم الاحتفاظ بالمستندات والسجلات ودفاتر محاضر الجلسات والتقارير والمنشورات الخاصة باتحاد عصبة الأمم في المكتبة البريطانية للعلوم السياسية والاقتصادية بـ كلية الاقتصاد بلندن في وستمنستر.

## كتابات أخرى
- Donald S. Birn, The League of Nations Union, Oxford: Clarendon Press, 1981.